# Пйотровиці (Новомейський повіт)
Пйотровиці (пол. Piotrowice, нім. Groß Peterwitz) — село в Польщі, у гміні Біскупець Новомейського повіту Вармінсько-Мазурського воєводства.
Населення — 643 особи (2011).
У 1975-1998 роках село належало до Торунського воєводства.

## Демографія
Демографічна структура станом на 31 березня 2011 року:
|          | Загалом | Допрацездатний вік | Працездатний вік | Постпрацездатний вік |
| -------- | ------- | ------------------ | ---------------- | -------------------- |
| Чоловіки | 325     | 69                 | 236              | 20                   |
| Жінки    | 318     | 75                 | 187              | 56                   |
| Разом    | 643     | 144                | 423              | 76                   |